# Amore mio, uccidi Garibaldi
Amore mio, uccidi Garibaldi è un romanzo storico di Isabella Bossi Fedrigotti, basato su memorie e documenti familiari. Il libro, pubblicato nel 1980, tradotto in tedesco, è stato riedito nel 2011, in occasione delle celebrazioni del 150º Anniversario dell'Unità d'Italia.

## Trama
Fedrigo Bossi Fedrigotti è il secondogenito di undici fratelli e sorelle. Da quando il fratello Pierino, il primogenito, ha lasciato le terre natie per trasferirsi sul Lago Maggiore, divenendo suddito del Regno d'Italia, su Fedrigo sono passate la responsabilità verso i molti fratelli e la potenziale eredità familiare, comprensiva anche di un titolo di conte. La famiglia però è assai povera e dipende in buona misura dalla disponibilità di due zii, che hanno consentito a Fedrigo l'entrata nel corpo degli Ulani. A questo si aggiunge il brillante matrimonio fatto con una nobile e ricca signorina boema: Leopoldina von Lobkowicz.
La sposa ha ventotto anni e Fedrigo ne ha quasi trenta; l'unione, avvenuta nel 1863, ha portato alla coppia due bambini, Giuseppina e Fedrighello. Agli inizi del 1866, Leopoldina concepisce un terzo bambino, nonostante le non poche preoccupazioni finanziarie dei due coniugi. Inoltre, non tutti i Fedrigotti sanno parlare bene il tedesco, a partire dallo stesso Fedrigo, perciò Leopoldina mantiene una fitta corrispondenza con la madre, pur sentendosi circondata di affetto sincero. La sorella minore di Leopoldina ha sposato un giovane prussiano e le distanze si sono molto dilatate tra i membri della famiglia. Così, con l'avanzare dell'anno 1866, quando si profila all'orizzonte la guerra austro-prussiana, le lacerazioni potrebbero essere molto dolorose.
Nel conflitto l'Italia è alleata della Prussia, ma i Fedrigotti sono in generale ottimi sudditi dell'Imperatore d'Austria. Subito Fedrigo si arruola come volontario, dopo aver allontanato Leopoldina con i bambini, mandandola dai genitori. Eppure è evidente che la sicurezza non è tale al nord come al sud, perché le truppe prussiane invadono rovinosamente la Boemia. Sul fronte italiano invece l'esercito austriaco tiene saldamente le posizioni e il vero pericolo è rappresentato da Garibaldi con le sue camicie rosse e da Giacomo Medici, altro garibaldino. Dal fronte, Fedrigo scrive quasi ogni giorno a Leopoldina e in queste lunghe lettere è riflessa la realtà della guerra, vista con gli occhi di un uomo e un ufficiale che non simpatizza con i fautori dell'annessione all'Italia.

Fedrigo sogna azioni eroiche e Leopoldina gli ha scritto di uccidere Garibaldi, per poi tornarsene a casa. 
 Invece, grazie alla conoscenza della lingua italiana, Fedrigo è richiesto dal generale Franz Kuhn e trascorre i mesi in faticose, quanto oscure missioni. Vede spesso i garibaldini, stracciati, sporchi, silenziosi: si chiede perché tanti italiani, talora neppure in grado di parlarsi a causa dei diversi dialetti, vogliano ad ogni costo indossare una divisa che attira su di loro l'occhio del nemico e non li protegge o mimetizza. Anche l'idea che i patrioti italiani fossero tutte persone istruite si rivela vera solo per pochi ufficiali ed è evidente a lui, ussaro povero, quanto lo siano di più i suoi avversari, non pagati, non vestiti a sufficienza, ma decisi a dare il sangue, la vita.
Quanto a Garibaldi, Fedrigo ha in sorte di vederlo una sola volta, ferito e in lettiga, troppo distante per qualsiasi azione, che del resto sarebbe vile. E in due mesi il conflitto si esaurisce, svelando non pochi orrori (ferite terribili, cadaveri insepolti); già da tempo è noto che Venezia è ceduta a Napoleone III e quindi all'Italia. Le incursioni dei garibaldini nelle valli trentine sono sentite dalla popolazione come un flagello e la loro cessazione, alla metà di agosto, è accolta da un generale giubilo, da grida di "Viva l'Austria",  a conferma che non la Casa Imperiale, bensì il Paese ha tenuto unite popolazioni tanto diverse.
Tornati alla pace, Leopoldina e Fedrigo conosceranno anni sereni e laboriosi, invecchieranno senza arrivare all'annessione con l'Italia del 1918. Di loro restano le lettere reciproche e verso molti altri familiari e due ritratti severi, nella casa di Sacco, in prossimità di Rovereto, dove i pronipoti, i discendenti del terzogenito Ferdinando, nato in quell'anno 1866, giocheranno a indovinare le storie dei loro antenati.

## Personaggi storici
- Leopoldina: figlia del principe boemo Ferdinand Joseph von Lobkowicz e della principessa Maria Lichtenstein; è la sposa di Federico, conte Bossi Fedrigotti von Ochsenfeld.
- Marie: sorella minore di Leopoldina, ha sposato von Blücher, un prussiano, nipote del duca di Blücher.
- Fedrigo (Federico) Bossi Fedrigotti von Ochsenfeld: aristocratico austriaco di Rovereto, sposo di Leopoldina e a capo di una numerosa famiglia in difficoltà economiche.
- Pierino: primogenito dei Bossi Fedrigotti, ha lasciato tutto per trasferirsi nel Regno d'Italia ed è sposato con Elisa Salvioni, ballerina siciliana.
- Beppi, Filippo, Lodovico, Alfonso: fratelli maschi di Fedrigo; Beppi e Filippo si sentono italiani, gli altri militano nell'esercito austriaco.
- Franz Kuhn von Kuhnenfeld: il comandante di Fedrigo.

## Edizioni
- Isabella Bossi Fedrigotti, Amore mio, uccidi Garibaldi, Milano, Longanesi, 1980.
- Isabella Bossi Fedrigotti, Amore mio, uccidi Garibaldi, Milano, A. Mondadori, 1982.
- Isabella Bossi Fedrigotti, Amore mio, uccidi Garibaldi, Milano, TEA, 1991.
- Isabella Bossi Fedrigotti, Amore mio, uccidi Garibaldi, Milano, Longanesi, 2011, ISBN 978-88-304-2837-9.